# Barr (Bajo Rin)
Barr es una localidad y comuna francesa, situada en el departamento del Bajo Rin en la región de Alsacia.

## Demografía
| 3 771 | 3 996 | 4 143 | 4 091 | 4 095 | 4 521 | 4 185 | 4 345 | 4 737 | 4 877 | 5 082 | 4 176 | 4 185 | 4 278 | 4 389 | 4 430 | 4 322 | 4 207 | 4 268 | 4 157 | 4 511 | 4 839 | 5 892 | 6 599 |
| Para los censos de 1962 a 1999 la población legal corresponde a la población sin duplicidades (Fuente: INSEE [Consultar]) |       |       |       |       |       |       |       |       |       |       |       |       |       |       |       |       |       |       |       |       |       |       |       |